# Metropolia Rio de Janeiro
Metropolia Rio de Janeiro – metropolia Kościoła rzymskokatolickiego w Brazylii. Składa się z metropolitalnej archidiecezji Rio de Janeiro i pięciu diecezji. Została erygowana 27 kwietnia 1892 r. konstytucją apostolską  Ad universas orbis Ecclesias papieża Leona XIII. Od 2009 r. godność metropolity sprawuje kardynał Orani João Tempesta.
W skład metropolii wchodzą:
- Archidiecezja São Sebastião do Rio de Janeiro
  - Diecezja Barra do Piraí-Volta Redonda
  - Diecezja Duque de Caxias
  - Diecezja Itaguaí
  - Diecezja Nova Iguaçu
  - Diecezja Valença

Prowincja kościelna Rio de Janeiro wraz z metropolią Niterói tworzy region kościelny Wschód I (Regional Leste I).

## Metropolici
- José Pereira da Silva Barros (1892 – 1893)
- João Fernando Santiago Esberard (1893 – 1897)
- Joaquim Arcoverde de Albuquerque Cavalcanti (1897 – 1930)
- Sebastião Leme da Silveira Cintra (1930 – 1942)
- Jaime de Barros Câmara (1943 – 1971)
- Eugênio de Araújo Sales (1971 – 2001)
- Eusébio Scheid (2001 – 2009)
- Orani João Tempesta (od 2009)